# Йоханссон, Расмус
Расмус Йоханссон (дат. Rasmus Johansson; род. 4 апреля 1995, Видовре, Копенгаген) — датский футболист и игрок в мини-футбол, полузащитник. В 2018 году сыграл 1 матч за сборную Дании по футболу. Также выступал за мини-футбольный клуб «Фьордболд» и сборную Дании по мини-футболу.

## Биография

### Клубная карьера
На взрослом уровне начал выступать в 2014 году в составе клуба третьего дивизиона Дании «Видовре». Зимой 2018 года в качестве свободного агента перешёл в другой клуб лиги «Хеллеруп». По ходу сезона 2018/19 покинул команду.

### Карьера в сборной
Выступал за сборную Дании по мини-футболу.
В 2018 году получил вызов в сборную Дании по большому футболу 11 на 11. Это произошло после конфликта между датским футбольным союзом и ассоциацией датских футболистов. Стороны не смогли подписать партнёрское соглашение (действие предыдущего закончилось ещё 1 августа), из-за разногласий по использованию имиджевых прав игроков сборной. В итоге футболисты объявили бойкот федерации и отказались выходить на товарищеский матч против сборной Словакии, их поддержали и другие профессиональные футболисты, которые также отказались от вызова в сборную. 4 сентября на сайте датского футбольного союза был опубликован новый состав из 24 футболистов, куда вошёл и Расмус Йоханссон. На следующий день Йоханссон отыграл полный матч против Словакии. Встреча завершилась поражением со счётом 0:3.

## Статистика

### Матчи Йоханссона за сборную Дании
| Матчи Йоханссона за сборную Дании | Матчи Йоханссона за сборную Дании | Матчи Йоханссона за сборную Дании | Матчи Йоханссона за сборную Дании | Матчи Йоханссона за сборную Дании | Матчи Йоханссона за сборную Дании |
| --------------------------------- | --------------------------------- | --------------------------------- | --------------------------------- | --------------------------------- | --------------------------------- |
| №                                 | Дата                              | Соперник                          | Счёт                              | Голы Йоханссона                   | Соревнование                      |
| 1                                 | 5 сентября 2018                   | Словакия                          | 0:3                               | —                                 | Товарищеский матч                 |

Итого: 1 матч / 0 голов; 0 побед, 0 ничьих, 1 поражение.